# 圣萨蒂南 (马恩省)
圣萨蒂南（法語：Saint-Saturnin，法語發音：[sɛ̃ satyʁnɛ̃]）是法国马恩省的一个市镇，位于该省西南部，属于埃佩尔奈区。

## 地理
圣萨蒂南（48°36'46"N, 3°54'9"E）面积7.96 平方千米，位于法国大東部大區马恩省，该省份为法国东北部内陆省份，北起阿登省，西北接埃纳省，西南接塞纳-马恩省，南至奥布省，东南接上马恩省，东临默兹省。
与圣萨蒂南接壤的市镇（或旧市镇、城区）包括：布拉日、库尔瑟曼、福-弗雷奈、马尔桑日、塔阿、武阿尔斯。

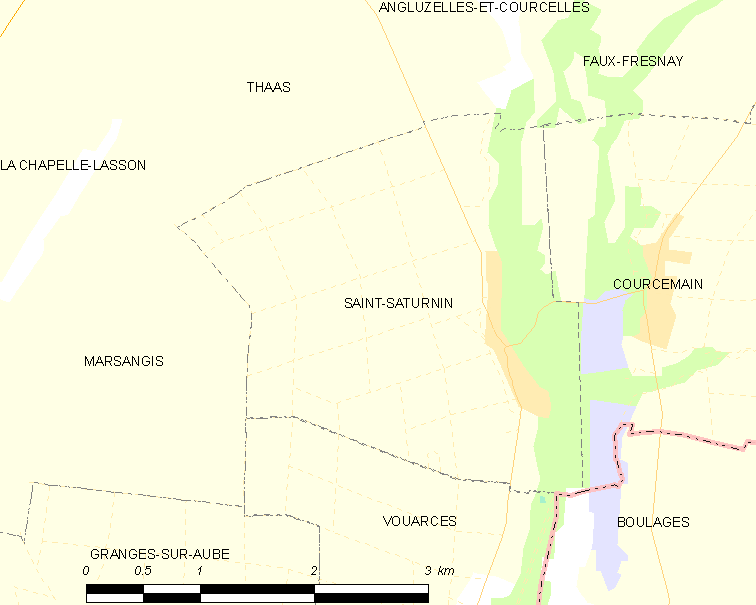
的OSM定位图

圣萨蒂南的时区为UTC+01:00、UTC+02:00（夏令时）。

## 行政
圣萨蒂南的邮政编码为51260，INSEE市镇编码为51516。

## 政治
圣萨蒂南所属的省级选区为韦尔蒂-香槟平原县。

## 人口

1962-2008年间人口变化图示

圣萨蒂南于2022年1月1日时的人口数量为48人。